# Paradela e Granjinha
Paradela e Granjinha (oficialmente, União das Freguesias de Paradela e Granjinha) é uma freguesia portuguesa do município de Tabuaço, com 9,05 km² de área e 99 habitantes (censo de 2021). A sua densidade populacional é 10,9 hab./km².
Em 2021 foi a freguesia com menos habitantes de Portugal Continental, e a quinta com menos habitantes do país.

## História
Foi criada aquando da reorganização administrativa de 2012/2013, resultando da agregação das antigas freguesias de Paradela e Granjinha.

## Demografia
A população registada nos censos foi:
| Distribuição da População por Grupos Etários | Distribuição da População por Grupos Etários | Distribuição da População por Grupos Etários | Distribuição da População por Grupos Etários | Distribuição da População por Grupos Etários |
| -------------------------------------------- | -------------------------------------------- | -------------------------------------------- | -------------------------------------------- | -------------------------------------------- |
| Ano                                          | 0-14 Anos                                    | 15-24 Anos                                   | 25-64 Anos                                   | > 65 Anos                                    |
| 2001                                         | 24                                           | 37                                           | 81                                           | 61                                           |
| 2011                                         | 22                                           | 14                                           | 92                                           | 52                                           |
| 2021                                         | 9                                            | 8                                            | 39                                           | 43                                           |

À data da junção das freguesias, a população registada no censo anterior (2011) foi:
| Freguesia atual                              | Freguesia atual  | Freguesia atual | Freguesias antigas | Freguesias antigas | Freguesias antigas |
| Freguesia                                    | População (2011) | Área (km²)      | Freguesia          | População (2011)   | Área (km²)         |
| -------------------------------------------- | ---------------- | --------------- | ------------------ | ------------------ | ------------------ |
| União das Freguesias de Paradela e Granjinha | 180              | 9,05            | Paradela           | 123                | 5,80               |
| União das Freguesias de Paradela e Granjinha | 180              | 9,05            | Granjinha          | 57                 | 2,48               |

## Património
Lista do património edificado registado no SIPA:
- Capela de Santa Bárbara
- Capela de Santa Filomena
- Capela de São Mamede
- Casa do Muro
- Casa dos Frades
- Cruzeiro dos Centenários de Granjinha
- Igreja Paroquial de Granjinha / Igreja de Santo Amaro
- Igreja Paroquial de Paradela / Igreja do Divino Espírito Santo
- Lagar da Eira do Monte
- Mosteiro de São Pedro das Águias / Igreja de São Pedro das Águias
- Quinta das Herédias / Quinta do Aranda / Quinta de Pontezellos